# Ptochophyle dipyramida
Ptochophyle dipyramida là một loài bướm đêm trong họ Geometridae.